# Pilen
För andra betydelser, se pil.
Pilen (Sagitta på latin) är en liten stjärnbild på norra stjärnhimlen. Pilen är en av 88 moderna stjärnbilder som listas av IAU, Internationella astronomiska unionen.

## Historik
Pilen var en av de 48 konstellationerna som listades av astronomen Klaudios Ptolemaios i hans samlingsverk Almagest.

## Mytologi
I grekisk mytologi var Sagitta det vapen Herakles (Hercules i romersk mytologi) använde för att döda örnen som plågade Prometheus.
Enligt en annan berättelse är det pilen som Heraklas sköt mot de stymfalidiska fåglarna i hans sjätte stordåd. Då påminner de angränsande stjärnbilderna, Örnen, Lyran (som också kallas Gamen) och Svanen om stordådet.
I en annan myt är det frågan om pilen som Apollon dödade cykloperna med, som hämnd för att de tagit livet av hans son, Asklepios.
En ytterligare förklaring till stjärnbilden på himlen är att det rör sig om pilen som Eros tillverkar för att få Zeus att bli förälskad i Ganymedes.

## Läge
Belägen strax norr om himmelsekvatorn går den någon gång under året att se från alla platser utom Antarktis. Stjärnbilden är den tredje minsta i storlek. Endast Södra korset och Lilla hästen är mindre.
Grekerna kallade stjärnbilden Oistos och romarna kom att benämna den Sagitta.

## Stjärnor

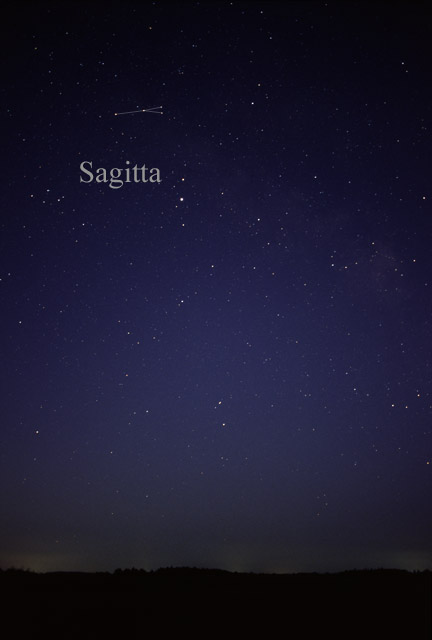
Stjärnbilden Pilen (Sagitta) somden kan ses med blotta ögat.

Det här är de ljusaste stjärnorna i konstellationen. 
- α - Alfa Sagittae (Sham) är en gul jätte av magnitud 4,37.
- β - Beta Sagittae bildar det befjädrade skaftet på pilen tillsammans med α Sge, 4,37.
- γ - Gamma Sagittae är ljusast I stjärnbilden, 3,51.
- δ - Delta Sagittae 3,82.
- ε - Epsilon Sagittae 5,66.
- η - Eta Sagittae 5,09.
- ζ - Zeta Sagittae 5,01.
- 15 Sagittae 5,8.
- S Sagittae 5,5 – 6,2.

## Djuprymdsobjekt

### Stjärnhopar
- Messier 71 (NGC 6838) är en klotformig stjärnhop.
- NGC 6839 som är en asterism som upptäcktes av William Herschel.

### Nebulosor
- PN G054.2-03.4 är en planetarisk nebulosa som på engelska fått namnet Necklace Nebula.